# Tocht naar Chatham
De Tocht naar Chatham of de Slag bij de Medway (Engels: Raid on the Medway of The Dutch Raid) was een hybride militaire aanval van de Republiek der Zeven Verenigde Nederlanden op de Engelse oorlogsvloot en marinescheepswerven, tijdens de Tweede Engels-Nederlandse Oorlog (1665–1667).
De Nederlanders, onder bevel van admiraal Michiel de Ruyter, met direct toezicht van Gedeputeerde Cornelis de Witt, brachten Engeland zware verliezen toe. Ze zeilden naar de Engelse kust, beschoten Sheerness, voeren de Theems op tot Gravesend, zeilden hierna de Medway op tot in Chatham, sinds 1560 de belangrijkste Engelse marinebasis, waar ze drie grote en tien kleine schepen tot zinken brachten en de HMS Unity en HMS Royal Charles, vlaggenschepen van de Engelse vloot, enterden en meesleepten naar Nederland. Het was het grootste verlies ooit voor de Engelse marine en leidde tot een snel einde van de oorlog, de betrokken partijen sloten op 31 juli 1667 vrede met het Verdrag van Breda.

## Achtergrond en voorbereiding
De legervloot van de Britse koning Karel II moest door acuut geldgebrek worden teruggebracht tot een kleiner aantal schepen en daarbij waren de zwaarste schepen, die het meeste geld kostten, opgelegd in de dokken van Chatham. Van veel schepen was de bemanning ontslagen. De Nederlandse landbestuurder en strateeg Johan de Witt koos daarom dit moment en dit doel voor een aanval. Vredesonderhandelingen waren al gaande sinds maart, maar werden door Karel gerekt. Hij streefde een verbetering van zijn onderhandelingspositie na door in het geheim ondersteuning van de Fransen te organiseren.
De Witt had als tactiek, met een succesvolle aanval de onderhandelingen te kunnen versnellen en een einde te maken aan de oorlog. Ook speelde aan Nederlandse zijde als machtspolitiek mee, dat de Republiek de Engelsen wilde 'straffen' voor hun aanval op de Vlie in augustus 1666 (Holmes's Bonfire), waarbij honderdvijftig koopvaardijschepen in brand gestoken waren. Een zware economische slag. Veel vlagofficieren hadden gerede twijfel bij de kans van slagen van dit plan, mede door de verraderlijke ligging van zandbanken in de monding van de Theems. De Witt nam de kritiek serieus en zette twee bijzondere mannen in als loods, de Engelse calvinistische dissident Robert Holland en een smokkelaar die was gevlucht voor de Engelse justitie.
De Nederlandse vloot was opgebouwd uit ongeveer zestig zware schepen bewapend met boordkanonnen, vijftien wendbare lichte schepen en twaalf zogenaamde branders, bedoeld om brandend vijandelijke schepen te rammen en deze in vlammen te laten opgaan. Als personeel kreeg De Ruyter zo'n duizend soldaten tot zijn beschikking, voor een deel afkomstig uit het net opgerichte Korps Mariniers dat geoefend was in amfibische aanvallen, als eerste ter wereld. Het toezicht van Cornelis de Witt werd door de mastermind van het plan, Johan de Witt, als noodzakelijk gezien, omdat De Ruyter sterk twijfelde aan de uitvoerbaarheid van de operatie. Er bestonden al plannen voor sinds de Vierdaagse Zeeslag maar die moesten worden opgeborgen door de nederlaag in de Tweedaagse Zeeslag.
De operationele voorbereiding was van de hand van Willem Joseph van Ghent, voormalig kolonel bij het Korps Mariniers en luitenant-admiraal. Hij zou de landingsoperatie gaan leiden.

## Verloop

Een overzichtskaart van het gevechtstoneel

De Ruyter vertrok op 4 juni (juliaanse kalender) met een gunstige oostenwind van de Nederlandse kust, toen het hem duidelijk werd dat de eskaders van Zeeland en Friesland door moeizame werving van de bemanning te laat zouden komen.
De vloot werd gereorganiseerd in drie eskaders: het eerste stond onder bevel van De Ruyter, met als viceadmiraal Johan de Liefde en schout-bij-nacht Jan Jansse van Nes; de tweede stond onder bevel van luitenant-admiraal Aert Jansse van Nes met als viceadmiraal Enno Doedes Star en schout-bij-nacht Willem van der Zaan; de derde stond onder bevel van luitenant-admiraal baron Willem Joseph van Ghent met luitenant-admiraal Jan van Meppel in ondercommando, als viceadmiraals Isaac Sweers en Volckert Schram en als schout-bij-nacht David Vlugh en Jan Gideonsz Verburgh. De commandanten van het derde eskader zouden worden ingezet bij de landingsmacht, met Van Ghent als bevelvoerder.

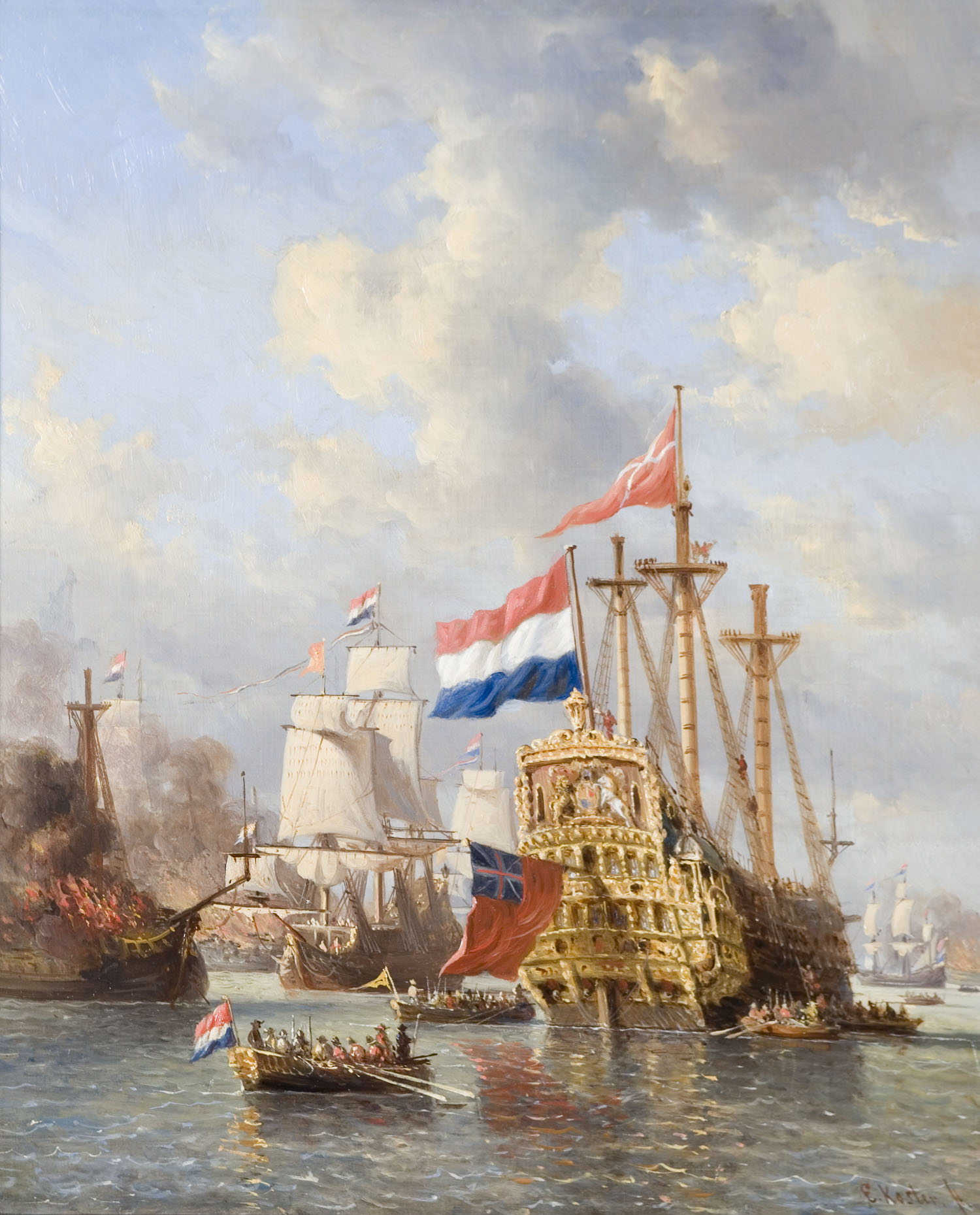
De tocht naar Chatham anno 1667, Everhardus Koster, tussen 1832 en 1892, Amsterdam Museum

Op 6 juni bereikte men de monding van de Theems. Cornelis de Witt opende op 7 juni de geheime instructies van de Staten-Generaal, opgemaakt in mei. Er werden veel bezwaren geopperd door de vlagofficieren: De Witt noteerde dat de meeste officieren wel hun best deden bezwaren te ontdekken, maar niet om oplossingen aan te dragen. De Ruyter's bijdrage aan de discussie was duidelijk: "bevelen zijn bevelen". Op 8 juni bleek echter dat de vlagofficieren de bevelen volgden, ze hadden hun bezwaren laten vasthouden zodat bij mislukking de schuld bij de politiek kon worden gelegd.
Bekende Nederlandse kapiteins die de Theems opvoeren waren Pieter Corneliszoon de Sitter op de Huis te Jaarsveld in het eskader van luitenant-admiraal Van Nes, Jacob Binckes, Eland du Bois, Thomas Tobiaszoon op de Beschermer met 50 kanonnen, Jan Pauluszoon van Gelder, de stiefzoon van opperbevelhebber De Ruyter en Cornelis Joosten Smient op de Star met 32 stukken in het eskader van Van Ghent.
Men probeerde een Engelse handelsvloot van een twintigtal schepen die hoger op de Theems voor anker lag te overmeesteren, maar dit mislukte omdat de schepen op tijd konden vluchten.
Op 9 juni ging het eskader van Van Ghent 'linksaf' naar de Medway, Van Ghent zelf stapte over van de Dolphijn op het fregat Agatha. Nu pas begonnen de Engelsen de mogelijkheid onder ogen te zien dat het doel Chatham was, eerdere waarschuwingen van spionnen had men, wellicht noodgedwongen, in de wind geslagen. Viceadmiraal Edward Spragge en generaal-ter-zee George Monck kregen opdracht met snelheid de verdediging op orde te brengen, maar daar was eigenlijk geen tijd meer voor.
De Nederlandse vloot bombardeerde het onvoltooide Sheerness Fort op 10 juni. Het fort werd alleen ondersteund door het fregat HMS Unity met 44 kanonnen aan boord en met een aantal branders. Het fort vuurde op de vloot, maar toen zo'n 800 Nederlandse mariniers een mijl verderop aan land gingen, sloeg de bezetting op de vlucht, waarop de Nederlanders zonder tegenstand het fort innamen en verwoestten. De Engelse schepen voeren verder terug de Medway op. Hierop bezetten Nederlandse troepen het stadje Sheerness, waarvan het garnizoen de benen genomen had, en ze verbaasden de inwoners door hun beschaafde gedrag: de Nederlanders betaalden voor hun maaltijd. Overigens stonden de soldaten onder streng bevel zich zo fatsoenlijk mogelijk te gedragen. Men wilde het onderscheid laten zien tot de Engelsen die Terschelling geplunderd hadden. Toen de Nederlanders zich teruggetrokken hadden, werden verscheidene van die Engelse stadjes alsnog geplunderd door de Engelse troepen.

## De Ketting

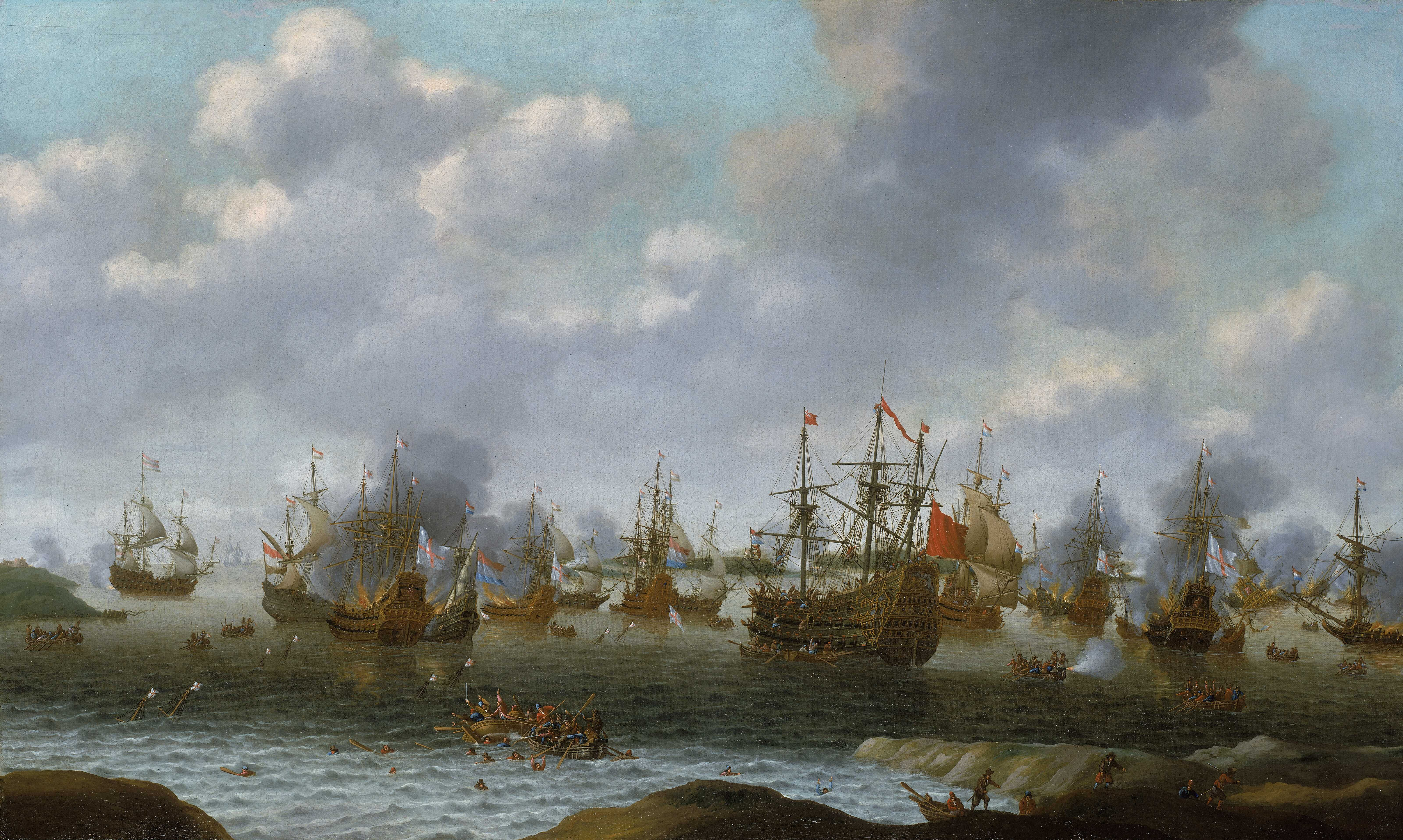
Tocht naar Chatham (Pieter Cornelisz van Soest)

De rivier was verderop bij Gillingham door de Engelsen afgesloten door een ketting, op negen voet onder de waterlijn. De Engelsen hadden al vanaf 1585, vanwege de dreiging door de Spaanse Armada, op deze positie een beweegbare "boom" aangelegd, indertijd bestaande uit een combinatie van palen, vlotten, trossen, kettingen, scheepswrakken en zelfs een houten torenspits. Tijdens de Engelse Burgeroorlog werd dit geïmproviseerde geheel vervangen door een systeem met een enkele ophijsbare ketting in de hoofdgeul, met schakels die zes duim dik waren.
De enorme Golden Phoenix (het voormalige VOC-schip Gulden Phenix) en House of Sweeden (de voormalige Oost-Indiëvaarder Huis van Swieten), de Vanguard met 60 kanonnen en de Welcome en Leicester werden met opzet in hoofd- en nevengeulen voor de ketting tot zinken gebracht om de rivier onbevaarbaar te maken en enkele batterijen aan kanonnen werden langs de rivier opgesteld. De HMS Charles V en HMS Matthias (de buitgemaakte Nederlandse koopvaarders Carolus Quintus en Geldersche Ruyter) verdedigden verderop de rivier achter de ketting, samen met de HMS Monmouth. Op 11 juni werden nog meer schepen afgezonken, maar die avond al hadden de eerste Nederlandse fregatten een vaargeul vrijgemaakt.
De Nederlanders naderden de blokkade op 12 juni en vielen elk vijandig schip aan dat binnen bereik kwam. De Charles V en de Mathias werden vernietigd, de Unity buitgemaakt. De wat verder liggende HMS Royal Charles werd zonder gevecht buitgemaakt en meegesleept. De ketting bleek geen moeilijke hindernis. Kapitein Jan van Brakel voer er met zijn bijzonder licht gebouwde schip de Vreede overheen, voorafgegaan door de branders Susanna en Pro Patria. Hij had zich als vrijwilliger gemeld om de straf af te wenden voor het feit dat zijn bemanning op 9 juni als enige aan het plunderen was geslagen. Hoewel de Nederlanders lichte verliezen leden bij het doorbreken van de blokkade, kon hun opmars niet verhinderd worden. Traditioneel wordt het zo beschreven dat een van de Nederlandse schepen de ketting stuk voer – Jan van Brakel is de typische held in dit verband – maar dat is verre van zeker.

Volgens het verslag van Otto de Vooght, die bij de Tocht aanwezig was, werd de ketting niet stukgevaren, maar losgemaakt.
"Aldaar hadden de Engelsen een klein batterijtje gemaakt, waarvandaan zij met zes à zeven stukken op ons flankeerden, doch wij daarvan meester geworden zijnde, maakten de kettingen los en schoten dezelve aan stukken."
Otto de Vooght was als toezichthoudend ambtenaar meegegaan op de tocht en hield er een dagboek over bij. Pas later, waarschijnlijk vooral door twee lofzangen van Vondel -- "de keten breekt en barst" en "de Batavier rukt staal, als rag, aan flarden" -- werd het nog mooier gemaakt.
Michiel de Ruyter was er niet bij toen de ketting werd losgemaakt: hij was ziek en voegde zich pas een dag later bij het konvooi. Ook Engelse bronnen hebben het over het breken van de ketting met een hamer, niet door hem door te varen. Gerard Brandt vermeldt "dat de ketting door ordre en begeleidt van den Schoutbynacht Vlug werd losgemaakt, brengende of zendende eenige matrozen aan landt, die een der ijzere bouten, daar ze aan vast was, braaken: en dat die bout noch heeden ten dage t' Enkhuizen, ter nagedachtenis van dat stout bestaan, werd bewaart"

Toen de Engelse gezagvoerder Monck zag wat er gebeurde, beval hij alle zestien oorlogsschepen in de rivier tot zinken te brengen om te voorkomen dat ze in handen van de Nederlanders vielen.

## Vervolg

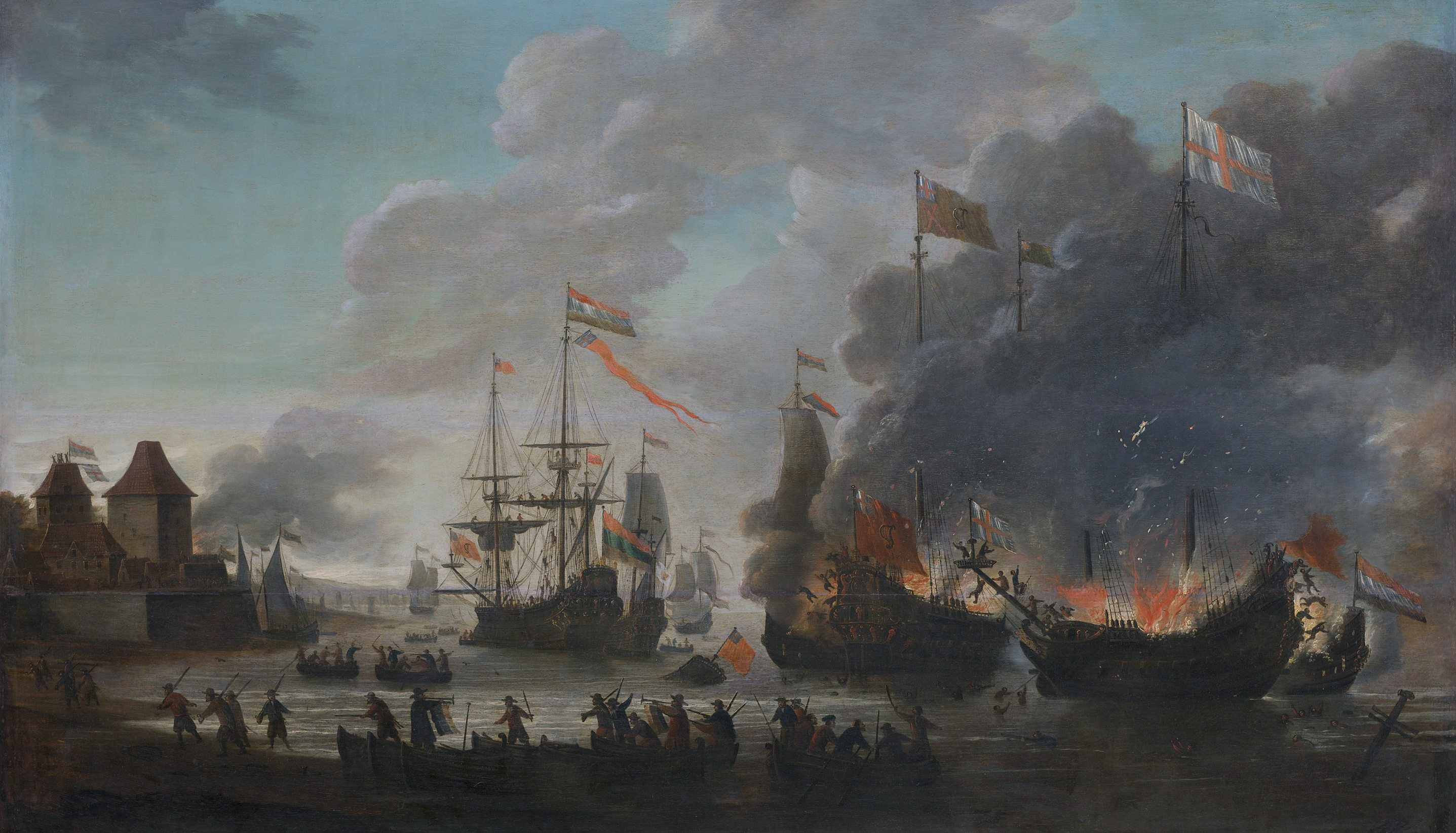
De Nederlanders verbranden de Engelse schepen (Jan van Leyden)

De volgende dag waren de inwoners van gebieden stroomopwaarts langs de Theems tot en met Londen in paniek, omdat men een volledige Nederlands-Franse invasie vreesde. Het gerucht ging dat de Nederlanders op het punt stonden het leger van Lodewijk XIV, dat zich in Duinkerke bevond, naar Engeland over te zetten. De elite ontvluchtte de hoofdstad.
Toen De Ruyter die dag, langs het weinig uitwerking hebbende vuur van Upnor Castle, in Chatham aankwam, werden enkele van de beste schepen van de vloot, inclusief de HMS Royal James (82 kanonnen), de nieuwe HMS Loyal London (80 kanonnen), en de HMS Royal Oak (76 kanonnen) door branders aangevallen en in brand gestoken, ze waren al door de Engelsen afgezonken tot boven het laagste kanondek. Op de veertiende juni voer één enkele Nederlandse roeiboot onder Engels vuur opnieuw de dokken in en brandde de drie linieschepen tot de waterlijn neer. Van de acht overgebleven Engelse linieschepen met meer dan 75 kanonnen, gingen er op die manier vier verloren.
Verder doorvaren om de rest van de Engelse vloot, waaronder de Royal Katherine te vernietigen, werd door De Ruyter onverantwoord geacht vanwege de nauwte van de vaarweg en de toenemende kans op effectieve Britse tegenmaatregelen door de te verwachten problemen met de getijdenstroming. De Witt liet zich overtuigen. De Nederlandse vloot trok zich terug zonder de dokwerken en scheepswerven te verwoesten, dankte God voor de overwinning in een "rechtvaardige oorlog ter zelfverdediging" en voer de volle zee op.
Cornelis de Witt schatte in een brief aan de Staten-Generaal de totale eigen verliezen op vijftig man en enkele branders. Tot het eind van de oorlog op 21 juli (Juliaanse kalender) werden er aanvallen uitgevoerd op de Engelse oost- en zuidkust. Het Engelse moreel, toch al laag door de pest, het afbranden van Londen en het dreigend bankroet van de staat, zonk tot een dieptepunt. Samuel Pepys beschreef het op 29 juli 1667 als volgt in zijn befaamde dagboek: Thus in all things, in wisdom, courage, force, knowledge of our own streams, and succes, the Dutch have the best of us, and do end the war with victory on their side (vertaling: "Zo hebben de Nederlanders in alle opzichten — in wijsheid, moed, kracht, kennis van onze eigen wateren, en succes — de overhand op ons, en beëindigen zij de oorlog met de overwinning aan hun zijde.").